# Steżkowy Dział
Steżkowy Dział (niem. Stösschenrücken, słow. Stežkový diel, węg. Farcsík-hát, 1530 m) – północno-wschodnia grzęda masywu Steżek w Tatrach Bielskich na Słowacji. Opada ze szczytu Steżek (1530 m) do wysokości nieco ponad 900 m przy Rozdrożu przy Huczawie. Tworzy wyraźną granicę między północno-wschodnim i wschodnim zboczem Steżek. Steżkowy Dział tworzy także orograficznie prawe zbocza Doliny Czarnej Huczawy.
Steżkowy Dział podobnie jak Steżki porośnięty jest lasem i wyjątkowo nisko schodzącą kosodrzewiną (miejscami do wysokości 1350 m). Od Zbójnickiego Chodnika do dolnej części Steżkowego Działu prowadzi ścieżka, która potem biegnie jego północno-zachodnimi zboczami. Zboczami południowo-wschodnimi od podnóży Steżek do Steżkowego Działu prowadzą dwie inne ścieżki.